# SingStar Amped
SingStar Amped es la 3.ª entrega lanzada en Estados Unidos y exclusiva para este país, que se hizo simultáneamente con el lanzamiento de SingStar '80s también allí. Los 30 temas incluidos son del género rock (más que los incluidos en SingStar Rocks!) y solo en uno participan voces femeninas. De las canciones, 7 se pueden encontrar en otras versiones de SingStar europeas.
Originalmente era un título exclusivo para el continente americano. Un año más tarde se reeditó y lanzó en Europa. Lo que aún no se sabe, es si también lo adaptarán para España. De momento, en Alemania, Australia y Finlandia tendrán una, siendo en este último, con un cambio de nombre.

## Lista de canciones

### Lista americana
| SingStar Amped          |                                         |
| Alice in Chains         | "Would?"                                |
| Audioslave              | "Cochise "                              |
| Blink-182               | "I Miss You"                            |
| Blue Öyster Cult        | "(Don't Fear) The Reaper"               |
| Boston                  | "More Than a Feeling"                   |
| Cheap Trick             | "I Want You to Want Me"                 |
| David Bowie             | "Changes"                               |
| Fall Out Boy            | "This Ain't a Scene, It's an Arms Race" |
| Foo Fighters            | "Best of You"                           |
| Free                    | "Alright Now"                           |
| Iggy Pop                | "Real Wild Child (Wild One)"            |
| Judas Priest            | "You've Got Another Thing Comin'"       |
| The Killers             | "When You Were Young"                   |
| Motörhead               | "Ace of Spades"                         |
| Nickelback              | "Savin' Me"                             |
| Nirvana                 | "Come As You Are"                       |
| O.A.R.                  | "Love and Memories"                     |
| Pearl Jam               | "Alive"                                 |
| Poison                  | "Every Rose Has Its Thorn"              |
| Queens of the Stone Age | "Go With The Flow"                      |
| Quiet Riot              | "Cum on Feel the Noize"                 |
| Radiohead               | "Creep" (radio edit)                    |
| Ramones                 | "Blitzkrieg Bop"                        |
| Steppenwolf             | "Born to Be Wild"                       |
| Stone Temple Pilots     | "Vasoline"                              |
| Sublime                 | "Santeria"                              |
| Talking Heads           | "Burning Down the House"                |
| Yeah Yeah Yeahs         | "Gold Lion"                             |
| Yes                     | "Owner of a Lonely Heart"               |
| ZZ Top                  | "Gimme All Your Lovin"                  |

Canciones ya incluidas en otros títulos SingStar europeos:
- SingStar
Motörhead - "Ace Of Spades"
- SingStar Pop
Steppenwolf - "Born To Be Wild"
- SingStar Rocks!
Nirvana - "Come As You Are"
Queens Of The Stone Age - "Go With The Flow"
- SingStar Rock Ballads
Boston - "More Than A Feeling"
Poison - "Every Rose Has Its Thorn"
- SingStar '90s:
Radiohead - "Creep"

### Lista alemana
| Lista Alemana    | Lista Alemana                           | Lista Alemana |
| Artista          | Canción                                 |               |
| ---------------- | --------------------------------------- | ------------- |
| SingStar Amped   |                                         |               |
| Beatsteaks       | "Cut of the Top"                        |               |
| Blind Break      | "Away"                                  |               |
| Blink-182        | "I Miss You"                            |               |
| Blue Öyster Cult | "Don’t Fear the Reaper"                 |               |
| Bonfire          | "You Make Me Feel"                      |               |
| Cheap Trick      | "Want You To Want Me"                   |               |
| David Bowie      | "Changes"                               |               |
| Die Toten Hosen  | "Warum Werde Ich Nicht Satt"            |               |
| Fall Out Boy     | "This Ain´t A Scene, It´s An Arms Race" |               |
| Franz Ferdinand  | "Take Me Out"                           |               |
| Free             | "All Right Now"                         |               |
| Good Charlotte   | "I Don't Wanna Be In Love"              |               |
| Gotthard         | "Lift U Up"                             |               |
| Iggy Pop         | "Real Wild Child (Wild one)"            |               |
| In Extremo       | "Küss Mich"                             |               |
| Judas Priest     | "Breaking The Law"                      |               |
| Judas Priest     | "You’ve Got Another Thing Comin’"       |               |
| Kasabian         | "LSF"                                   |               |
| Mando Diao       | "Long Before Rock ´n Roll"              |               |
| O. A. R.         | "Love And Memories"                     |               |
| Quiet Riot       | "Cum On Feel The Noize"                 |               |
| Scorpions        | "Rock You Like A Hurricane"             |               |
| Skunk Anansie    | "Weak As I Am"                          |               |
| Soul Asylum      | "Runnaway Train"                        |               |
| Sublime          | "Santeria"                              |               |
| The Caesars      | "Jerk It Out"                           |               |
| The Hives        | "Walk Idiot Walk"                       |               |
| The Subways      | "Rock & Roll Queen"                     |               |
| Warrant          | "Cherry Pie"                            |               |
| Wolfmother       | "Woman"                                 |               |

### Lista australiana / neozelandesa
| Lista Australiana / Neozelandesa | Lista Australiana / Neozelandesa        | Lista Australiana / Neozelandesa |
| Artista                          | Canción                                 |                                  |
| -------------------------------- | --------------------------------------- | -------------------------------- |
| SingStar Amped                   |                                         |                                  |
| 4 Non Blondes                    | "What's Up"                             |                                  |
| Blink-182                        | "I Miss You"                            |                                  |
| Blue Öyster Cult                 | "Don't Fear the Reaper"                 |                                  |
| Cheap Trick                      | "I Want You to Want Me"                 |                                  |
| Chiorboys                        | "Run to Paradise"                       |                                  |
| David Bowie                      | "Changes"                               |                                  |
| Divynils                         | "Boys in Town"                          |                                  |
| Faith No More                    | "Evidence"                              |                                  |
| Faker                            | "This Heart Attack"                     |                                  |
| Fall Out Boy                     | "This Ain't A Scene, It's An Arms Race" |                                  |
| Free                             | "All Right Now"                         |                                  |
| Grinspoon                        | "Chemical Heart"'                       |                                  |
| Iggy Pop                         | "Real Wild Child"                       |                                  |
| Judas Priest                     | "Breaking the Law"                      |                                  |
| Judas Priest                     | "You've Got Another Thing Comin'"       |                                  |
| Kasabian                         | "LSF"                                   |                                  |
| Mighty Mighty Bosstones          | "The Impression That I Get"             |                                  |
| Quiet Riot                       | "Cum On Feel The Noise"                 |                                  |
| Regurgitator                     | "Black Bugs"                            |                                  |
| Robert Palmer                    | "Addicted to Love"                      |                                  |
| Silverchair                      | "The Greatest View"                     |                                  |
| Skunk Anansie                    | "Weak As I Am"                          |                                  |
| Soul Asylum                      | "Runaway Train"                         |                                  |
| Spiderbait                       | "BLACKBETTY"                            |                                  |
| The Cure                         | "Primary"                               |                                  |
| The Saints                       | "I'm Stranded"                          |                                  |
| The Subways                      | "Rock & Roll Queen"                     |                                  |
| Tonic                            | "If You Could Only See"                 |                                  |
| T-Rex                            | "20th Century Boy"                      |                                  |
| Warrant                          | "Cherry Pie"                            |                                  |

### Lista finlandesa
En Finlandia se ha lanzado también esta versión, pero bajo el nombre de SingStar Suomi Rock:
| Lista Finlandesa       | Lista Finlandesa                                   | Lista Finlandesa |
| Artista                | Canción                                            |                  |
| ---------------------- | -------------------------------------------------- | ---------------- |
| SingStar Suomi Rock    |                                                    |                  |
| Apulanta               | "Pahempi Toistaan"                                 |                  |
| Apulanta               | "Viisaus Ei Asu Meissä"                            |                  |
| Ari Koivunen           | "Hear My Call"                                     |                  |
| CMX                    | "Ruoste"                                           |                  |
| Don Huonot             | "Hyvää Yötä Ja Huomenta"                           |                  |
| Egotrippi              | "Matkustaja"                                       |                  |
| Eppu Normaali          | "Vuonna '85"                                       |                  |
| Indica                 | "Linnansa Vanki"                                   |                  |
| Irina                  | "Kymmenen Kirosanaa"                               |                  |
| Paula Koivuniemi       | "Kuuntelen Tomppaa"                                |                  |
| Kotiteollisuus         | "Tämän Taivaan Alla"                               |                  |
| Kotiteollisuus         | "Helvetistä Itään"                                 |                  |
| Leevi and the Leavings | "Pohjois-Karjala"                                  |                  |
| Leevi and the Leavings | "Laura Jenna Ellinoora Alexandra Camilla Jurvanen" |                  |
| Lovex                  | "Guardian Angel"                                   |                  |
| Neljä Baritonia        | "Popmusiikkia"                                     |                  |
| Neljä Ruusua           | "Hunningolla"                                      |                  |
| Neljä Ruusua           | "Valuva Taivas"                                    |                  |
| Hanna Pakarinen        | "Leave Me Alone"                                   |                  |
| PMMP                   | "Rusketusraidat"                                   |                  |
| PMMP                   | "Tässä Elämä On?"                                  |                  |
| Popeda                 | "Tahdotko Mut Tosiaan"                             |                  |
| Stella                 | "Aamun Kuiskaus"                                   |                  |
| Stella                 | "Korkokengät"                                      |                  |
| TikTak                 | "Heilutaan"                                        |                  |
| TikTak                 | "Lopeta"                                           |                  |
| Uniklubi               | "Huomenna"                                         |                  |
| Maija Vilkkumaa        | "Ingalsin Laura"                                   |                  |
| Von Hertzen Brothers   | "Let Thy Will Be Done"                             |                  |
| Yö                     | "Rakkaus On Lumivalkoinen"                         |                  |